# Ayabe (Kioto)
Ayabe (綾部市 Ayabe-shi?) es una ciudad localizada en la prefectura de Kioto, Japón. En junio de 2019 tenía una población de 32.245 habitantes y una densidad de población de 92,9 personas por km². Su área total es de 347,10 km².
La ciudad fue fundada el 1 de agosto de 1950.
Ayabe es conocida por ser el origen de la religión Ōmoto, que tiene allí su principal centro.

## Geografía

### Localidades circundantes
- Prefectura de Kioto
  - Maizuru
  - Fukuchiyama
  - Nantan
  - Kyōtamba

## Demografía
Según datos del censo japonés, la población de Ayabe ha disminuido en los últimos años.
| Año del censo | Población |
| ------------- | --------- |
| 1995          | 39.981    |
| 2000          | 38.881    |
| 2005          | 37.755    |
| 2010          | 35.836    |
| 2015          | 33.821    |